# 市坪站
市坪站（日语：／ Ichitsubo eki */?）是一位於日本愛媛縣松山市市坪西町，隸屬於四國旅客鐵道（JR四國）的鐵路車站，車站編號為U01。車站同時設有副站名，稱為「野球」站。
平日只停靠普通列車，但自從2000年起車站旁邊相繼落成了松山中央公園棒球場（暱稱：坊少爺體育場）和愛媛縣武道館，自此經常舉行棒球比賽及大型表演活動，JR四國為了增強運輸能力，逐替將本站增建多一個月台，以應付需求，工程於2002年完成。及後但凡當日有活動舉行，JR四國便會安排加開松山—市坪間區間車，以及安排個別特急「宇和海」臨時加停以接載觀眾，也安排松山站的職員駐守車站負責人流管理及車票事宜。
為配合松山市一帶未來的發展，愛媛縣廳及松山市政府已決定將進行一系列的市區改善工程，在鐵路方面，除了將松山站及附近的路段高架化外，亦計劃將松山～市坪路段複線化。首階段約1.7公里的複線化工程已於2012年展開。

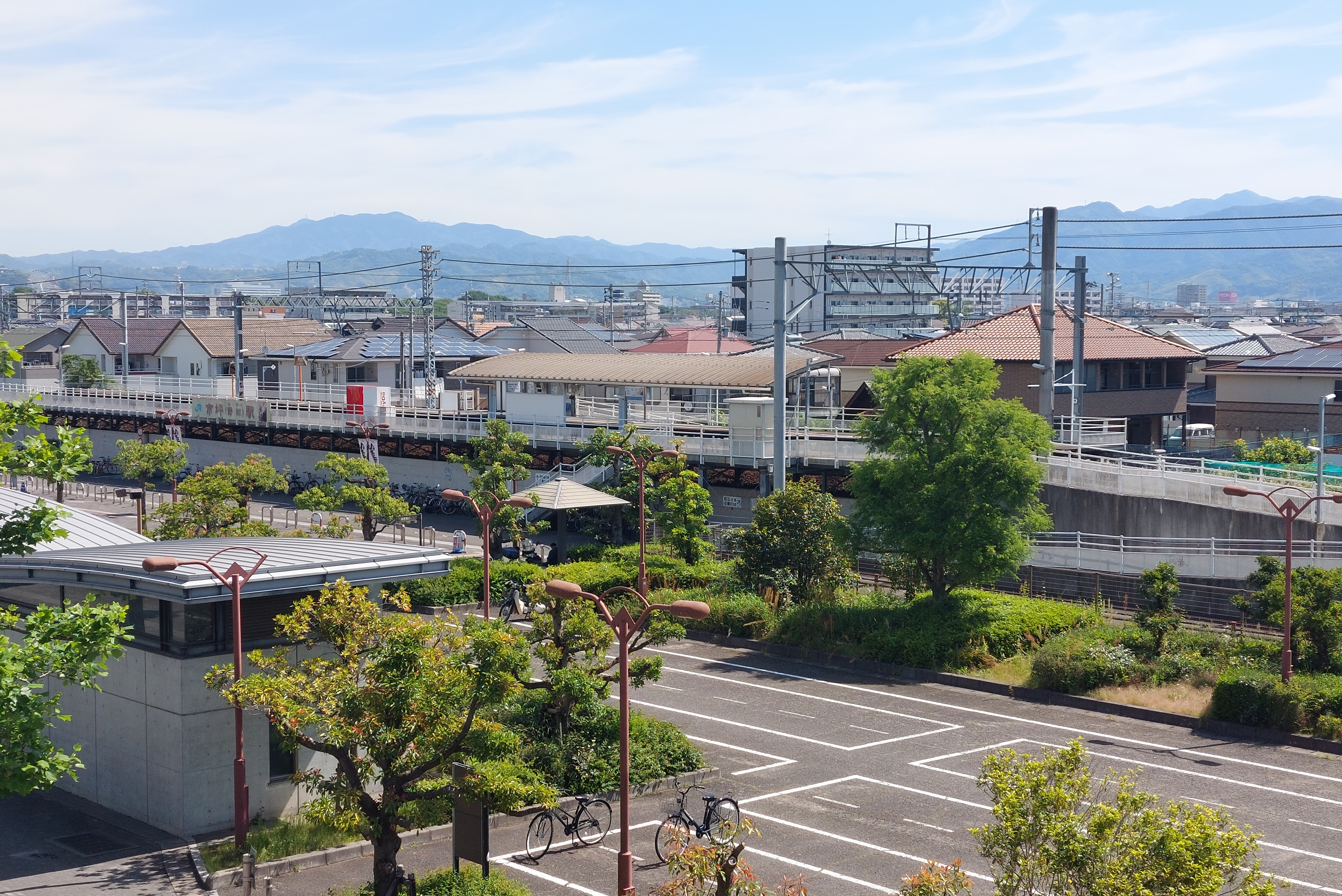
車站遠景（2024年5月）

## 所屬路線
四國旅客鐵道
■ 予讚線

## 「野球」副站名由來
根據JR四國於站牌上的解釋，一來車站旁邊為棒球場，而松山人對「野球」除了讀成「やきゅう」外，亦會採用一種結合了日文訓讀和和式英語的叫法：の・ボール（「の」是「野」的日文訓讀，「ボール」就是「ball」），這個獨特的讀法，是出自出身於松山市的著名俳人正岡子規，正岡子規非常熱衷這種當時引進入日本的新興運動，由求學時期起一直參與及推動棒球發展，直至因身體出現嚴重毛病要被逼退出為止。
「野球」這個名稱，最先是由教育家中馬庚於1894年所創製的，正岡子規其後把這個和式名稱稍作變化，並以自己年幼時的乳名「升」的讀音「のぼる」來假借，因而創製出「の・ボール」一詞來代表野球，並在他往後的文學作品中多次使用，成為了他的獨特之處。因此JR四國把以上種種的元素串連起來，亦作為對他的一份尊敬之意。

## 車站結構
自開業時已規劃為簡易車站模式，而且月台又興建於基堤上，因此並沒有興建站房。

### 月台配置
初期只設有側式月台1個（現1號月台），因應松山中央公園內的設施於2000年相繼落成及投入使用，在需求增加下，2002年於球場方加設另一個側式月台（即現2號月台），規格上1號月台為本線，2號月台為側線，有效長度為4輛。兩邊月台均有樓梯及斜道出入口，1號月台皆位於月台中間位置；至於2號月台，樓梯及斜道均位於末端向北伊予方向。
2號月台向北伊予方向設有停泊側線，但1號月台上的列車並不能駛進，只有在進站前利用轉轍器將列車轉入2號月台後，才可直駛進停泊側線。
月台上的設備相當簡單，兩邊只有1輛車廂長度的有蓋候車亭以及自動售票機，2號月台則另設有自動飲品售買機。月台間則以基堤下的隧道連接起來。
原則上1號月台為下行月台，2號月台為上行月台，但所有通過的特急列車均使用1號月台，另外當有臨時列車停靠時，列車停靠的月台亦可能會有所不同。而臨時區間列車通常均會駛進2號月台落客，只有很少班次才會使用1號月台落客。
| 月台 | 路線    | 方向 | 目的地                               | 備註                                               |
| ---- | ------- | ---- | ------------------------------------ | -------------------------------------------------- |
| 1    | ■予讚線 | 下行 | 伊予市、伊予大洲、八幡濱、宇和島方向 | 特急列車通過月台。                                 |
| 2    | ■予讚線 | 上行 | 松山、伊予北條方向                   | 因舉行活動而加開的臨時列車，會以此月台到站及開出。 |

## 歷史
- 1964年10月1日：開業。
- 1987年4月1日：日本國鐵分割民營化，車站的營運由JR四國繼承。
- 2002年7月13日：增建2號月台及停泊側線。

## 相鄰車站
四國旅客鐵道（JR四國）
■予讚線
特急「宇和海」、觀光列車
通過
普通
松山（Y55、U00）－市坪（U01）－北伊予（U02）

## 外部連結
- 四國旅客鐵道市坪站官方發車時間表。 （页面存档备份，存于） （日語）